# Veddasca
Veddasca település Olaszországban, Varese megyében. Lakosainak száma 245 fő (2013. december 31.). Veddasca Curiglia con Monteviasco, Dumenza, Maccagno, Pino sulla Sponda del Lago Maggiore és Gambarogno községekkel határos.

## Népesség
A település népességének változása:

| 2013 | 245 |